# 東急8000系電力動車組
东急8000系電车是曾经隸屬東京急行電鐵（现东急电铁）的通勤列车。
結束於東急營運後，列車被出售至伊豆急行（參見伊豆急行8000系電車）和印尼铁路公司KRL Commuter Line。

## 概要
為东急首款20m長的列車，量产车亦是日本第一辆采用单手柄主控制器和电动指令制动器的車輛，并作为东急主力车大量引進。该系列还增加了运输能力，并取代了东横线上保留的老式悬架驱动车辆。 8000系列总共生产了677辆，装备几乎相同。